# Masafumi Mizuki
Masafumi Mizuki (水筑 優文 Mizuki Masafumi?,  nacido el 1 de agosto de 1974 en Miyazaki) es un exfutbolista japonés. Jugaba de defensa y su último club fue el Honda Lock de Japón.

## Trayectoria

### Clubes
| Club            | País  | Año         |
| --------------- | ----- | ----------- |
| Kashima Antlers | Japón | 1993 - 1998 |
| Avispa Fukuoka  | Japón | 1999 - 2000 |
| Honda Lock      | Japón | 2001 - 2002 |

## Palmarés

### Títulos nacionales
| Título             | Club            | País  | Año  |
| ------------------ | --------------- | ----- | ---- |
| J1 League          | Kashima Antlers | Japón | 1996 |
| Copa J. League     | Kashima Antlers | Japón | 1997 |
| Copa del Emperador | Kashima Antlers | Japón | 1997 |
| J1 League          | Kashima Antlers | Japón | 1998 |